# سيريير-سور-أين
سيريير-سور-آن (بالفرنسية: Serrières-sur-Ain)‏ هي بلدية فرنسية تقع في إقليم الآن في فرنسا. رمز إنسي لها هو:1404. أما الرمز البريدي لها فهو: 1450.